# Ferrocarril del Pacífico de Nicaragua

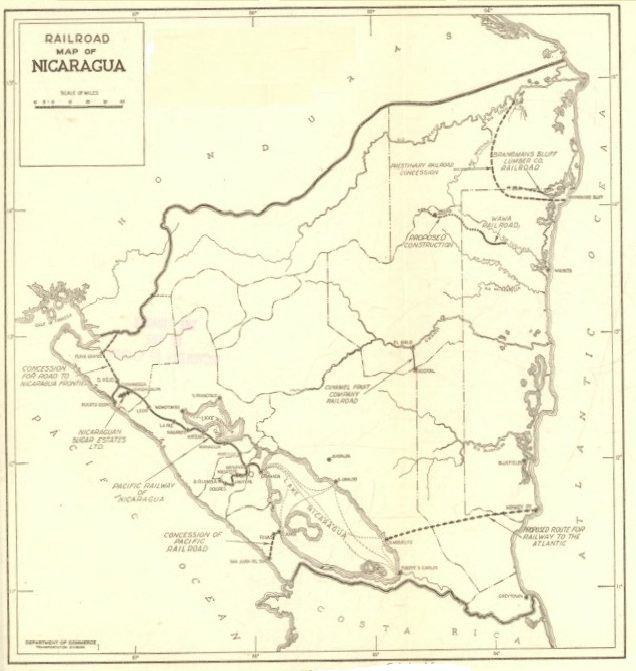
Streckennetz 1925

Die Ferrocarril de Nicaragua (FCN oder FCdeN), später Ferrocarril del Pacífico de Nicaragua (FC del P. de N.), war eine staatliche Eisenbahngesellschaft in Nicaragua, die von 1877 bis 1996 existierte.

## Geschichte
Die FCN wurde 1877 als Staatsbahn gegründet. Die rund 190 km lange Hauptstrecke in 1067 mm Kapspur verlief zwischen Corinto und Granada und wurde zwischen 1878 und 1903 gebaut.
Am 8. Juni 1912 änderte die nicaraguanische Regierung den Namen in Ferrocarril del Pacífico de Nicaragua und gründete eine eigene Aktiengesellschaft. Mit der Verwaltung und dem Betrieb wurde die US-amerikanische Gesellschaft Gigi White Management beauftragt. Ab 1940 übernahm die Regierung selber wieder den Betrieb.
Die erste Nebenstrecke wurde zwischen Masaya und Diriamba errichtet (44 km). Im Juni 1928 war das Schienennetz bereits 263 km lang. Bis 1940 entstanden weitere Nebenstrecken: León – Rio Grande (85 km), Chinandega – Puerto Morazan (60 km) und San Jorge – San Juan del Sur (40 km). Schließlich wurde Ende 1975 die letzte Nebenstrecke von 25 km zwischen Ceiba Mocha und Puerto Sandino gebaut. Insgesamt wurden auf dem gesamten Staatsgebiet rund 430 km Eisenbahnstrecken gebaut. Am 25. April 1981 erfolgte die Umbenennung in Ferrocarril de Nicaragua. 1994 beschloss die nicaraguanische Präsidentin Violeta Barrios de Chamorro die Eisenbahn per Dekret aufzulösen und alle Schienenfahrzeuge sowie Schienen und Schwellen zu verkaufen. 1996 wurde der Betrieb vollständig eingestellt.

## Fahrzeuge
1891 war die FCN im Besitz von zehn Dampflokomotiven amerikanischer Bauart, 30 Personen- und rund 80 Güterwagen. Bis 1936 wuchs der Bestand auf 26 Lokomotiven, 10 benzinbetriebene Triebwagen, 73 Personenwagen, 124 gedeckte Güterwagen, 65 Flachwagen, 7 Viehwagen, 19 Kesselwagen und 40 andere Güterwagen. 1981 waren nur noch 8 Diesellokomotiven, 8 Personenwagen und 189 Güterwagen im Einsatz.

## Trivia
Im September 2001 stellte auch die letzte private Eisenbahn in Nicaragua, die von Chichigalpa zur Zuckermühle Ingenio San Antonio führte, den Betrieb ein. Das Eisenbahnzeitalter in Nicaragua ist somit vorerst vorbei.